# سی ورلد

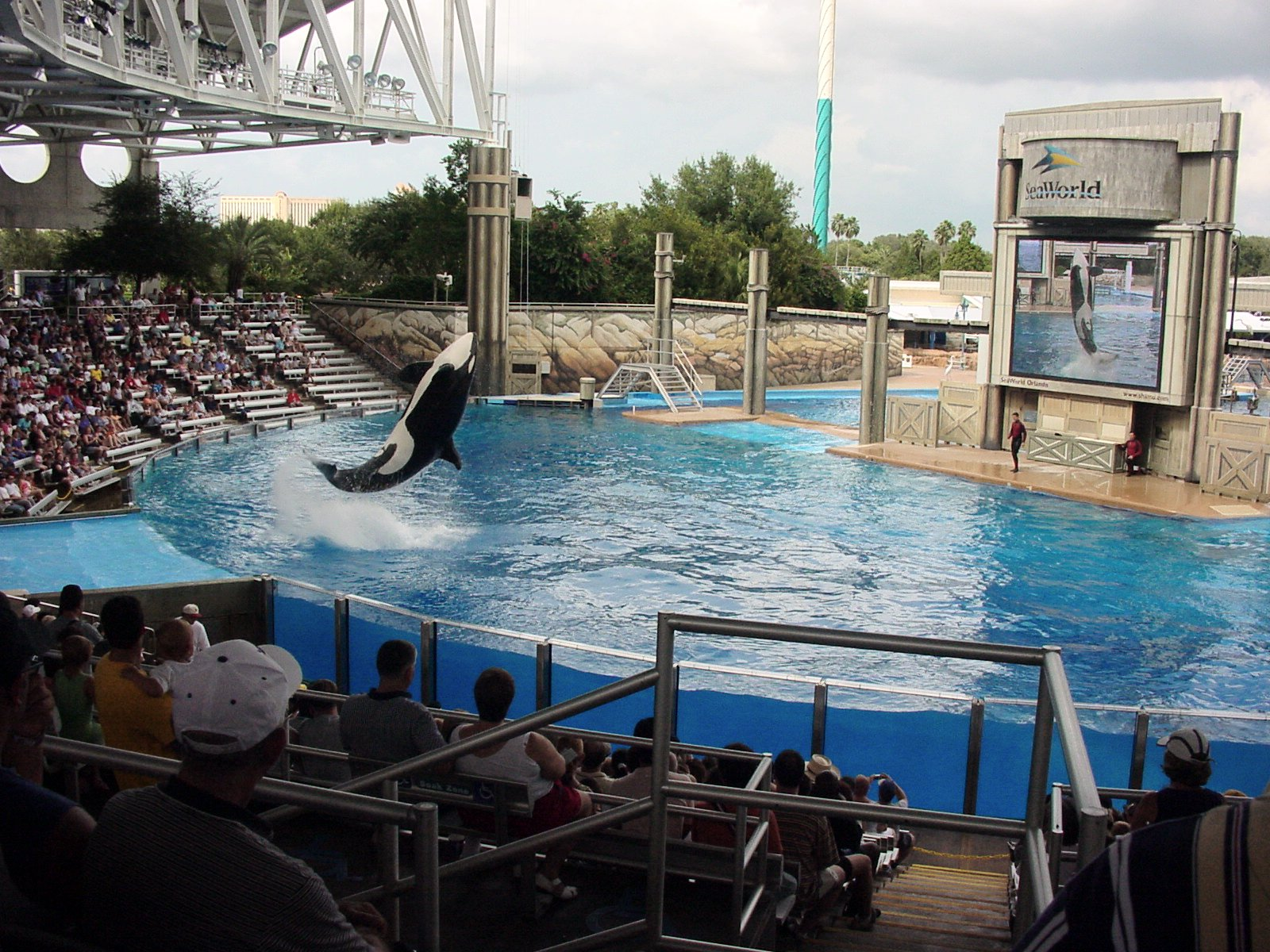

سی‌ورلد (به انگلیسی: SeaWorld) نام پارک آبی  زنجیره‌ای مشهور در آمریکا است.
این پارک در سه شهر سن آنتونیو، سن دیگو، و اورلندو، فلوریدا شعبه دارد. شعبه چهارم درجزیره یاس دوبی در سال ۲۰۲۲ گشایش می‌یابد.